# (473054) 2015 HK86
(473054) 2015 HK86 es un asteroide perteneciente al cinturón de asteroides, descubierto el 5 de marzo de 2008 por el equipo del Mount Lemmon Survey desde el Observatorio del Monte Lemmon, Arizona, Estados Unidos.

## Designación y nombre
Designado provisionalmente como 2015 HK86.

## Características orbitales
2015 HK86 está situado a una distancia media del Sol de 2,297 ua, pudiendo alejarse hasta 2,510 ua y acercarse hasta 2,084 ua. Su excentricidad es 0,092 y la inclinación orbital 4,774 grados. Emplea 1272 días en completar una órbita alrededor del Sol.

## Características físicas
La magnitud absoluta de 2015 HK86 es 18,1.